# Dražov
Dražov är en ort i Tjeckien.   Den ligger i regionen Södra Böhmen, i den sydvästra delen av landet, 110 km söder om huvudstaden Prag. Dražov ligger 659 meter över havet och antalet invånare är 270.
Terrängen runt Dražov är huvudsakligen kuperad, men åt nordost är den platt. Runt Dražov är det ganska glesbefolkat, med 35 invånare per kvadratkilometer. Närmaste större samhälle är Strakonice, 15,7 km nordost om Dražov. Omgivningarna runt Dražov är en mosaik av jordbruksmark och naturlig växtlighet.